# Deutsche Gesellschaft für Regulatory Affairs
Die Deutsche Gesellschaft für Regulatory Affairs (DGRA) ist eine wissenschaftliche Fachgesellschaft im Bereich der Zulassung von Arzneimitteln.
Sie wurde 1998 gegründet und ist ein eingetragener Verein mit Sitz in Bonn. Die Hauptziele der Gesellschaft sind die Schaffung einer Plattform zur interdisziplinären Kommunikation zwischen Hochschule, Industrie und Behörden sowie Aus-, Fort- und Weiterbildung im Fachgebiet Regulatory Affairs.
In Kooperation mit der Universität Bonn betreibt die DGRA einen weiterbildenden, berufsbegleitenden Studiengang zum Master of Drug Regulatory Affairs (M.D.R.A.). Seit Februar 2011 ist der Studiengang auch nach den Bologna-Kriterien durch den Akkreditierungsrat (Stiftung zur Akkreditierung von Studiengängen in Deutschland) akkreditiert.

## Preise und Auszeichnungen
- Walter Cyran-Medaille. Die Medaille wird jeweils auf dem Jahreskongress an eine Person verliehen, die sich um die Belange der Regulatory Affairs auf nationaler oder internationaler Ebene besonders verdient gemacht hat. Mit der Ehrung ist ein Preisgeld verbunden.
- DGRA-Förderpreis. Mit dem DGRA-Förderpreis werden hervorragende wissenschaftliche Arbeiten im Bereich Regulatory Affairs ausgezeichnet. Der Preis ist mit EUR 5.000 dotiert.
- DGRA-Studienpreis. Der Studienpreis wird für die beste oder die besten Masterarbeiten aus dem Studiengang Master of Drug Regulatory Affairs vergeben. Der Preis ist mit EUR 1.000 dotiert.